# Umberto Ripamonti
Umberto Ripamonti (Milano, 22 aprile 1895 – Milano, 4 febbraio 1959) è stato un ciclista su strada italiano, professionista dal 1907 al 1926.

## Carriera
Fu ottavo, ultimo dei corridori classificati, nel Giro d'Italia del 1914. Partecipò al Tour de France 1925, ritirandosi alla sesta tappa e al Giro d'Italia 1924. Partecipò al Giro di Lombardia nel 1915 e nel 1924.

## Palmarès

### Altri successi
- 1914

Classifica aspiranti Giro d'Italia

## Piazzamenti

### Grandi giri
- Giro d'Italia

1914: 8º
1924: ?
- Tour de France

1925: ritirato

### Classiche
- Giro di Lombardia

1913: 11º
1914: 7º
1915: 7º
1924: 31º